# Patrik Hezucký
Patrik Hezucký (* 12. února 1970 Praha) je český moderátor a herec.
V roce 1988 ukončil maturitou studium na gymnáziu Nad Štolou v Praze. Každé všední ráno spolu s Leošem Marešem uvádí Ranní show na Evropě 2.
Dva roky studoval francouzštinu v Toulouse na Alliance Française a během studia také pracoval jako au pair. Po návratu do Čech se věnoval práci tlumočníka a asistenta u filmových produkcí jako Etamp film, nebo Dune.[zdroj?] Od roku 1997 pracuje v rádiu Evropa 2. Jako fiktivní postava pana Mrázka v relaci Mrázek - ústředna na Evropě 2 telefonoval neznámým lidem a snažil se je „nachytat“. Kromě moderování v rádiu také daboval (Rychlý Stripes 2004 a Šarlotina pavučinka 2006) a hrál ve filmu Muzzikanti (2016). Jeho nejúspěšnější role byla v seriálu Bakaláři.[zdroj?]  . Na TV Nova moderoval pořad Tenkrát na východě o socialistickém Československu. V roce 2014 spolu s Heidi Janků uváděl na TV Barrandov pořad Nikdo není perfektní.

## Osobní život
Dne 30. 5. 2019 se oženil se svou dlouholetou přítelkyní Nikolou, za svobodna Pastirčákovou.
Dne 20. 12. 2019 se jim narodil syn Oliver Hezucký.